# Champagne Showers
Singles de LMFAO
Party Rock Anthem
(2011) Sexy and I Know It
(2011)
Singles par Natalia Kills
Wonderland
(2011) Free
(2011)
Champagne Showers est une chanson sortie en 2011, enregistrée et écrite par le duo synthpop américain LMFAO, issue de leur second album Sorry for Party Rocking avec la participation de Natalia Kills. Deuxième single issu de l'opus, le morceau a été écrit par Stefan Gordy, Skyler Gordy, David Listenbee et Kenneth Oliver. Il se classe dans les hit-parades de plusieurs pays, principalement en raison des ventes numériques lors de la sortie de Sorry for Party Rocking, atteignant ainsi de bonnes positions dans les classements en Australie, aux États-Unis, en Nouvelle-Zélande, au Royaume-Uni et en France.

## Clip vidéo
Le clip vidéo de la chanson est sorti le 8 juin 2011. Le clip est la suite de leurs précédent single Party Rock Anthem. Il commence avec Redfoo et SkyBlu sortant de la voiture Kia Soul. Ils ont l'air perdus et de plus ils se trouvent en Transylvanie. Tout à coup un fou saute sur le duo en leur disant venez faire la fête et cela changera vos vies, ils acceptent. Ils se retrouvent alors dans un manoir et la chanson commence dès qu'ils rentrent dans la pièce. Natalia Kills qui est sur un grand divan rouge et or joue le rôle d'une vampire accompagnée d'autres filles. Les filles tentent de les mordre à plusieurs reprises mais sans succès. Le groupe LMFAO ne s’aperçoit de qu'à la fin que les filles veulent les mordre. Alors qu'ils s’apprêtent à courir vers la sortie, Jésus, qui est un personnage récurrent dans les clips des LMFAO portant un casque Beats by Dr. Dre les intercepte. Il leur montre alors du Holy Champagne qui pourrait se traduire par « champagne saint ». SkyBlu, Redfoo ainsi que les danseurs à leurs côtés aspergent alors les vampires ce qui les éjecte (d’où le titre de la chanson Champagne Showers).
À noter que le clip rend hommage au film Une nuit en enfer (From Dusk Till Dawn en anglais) de Robert Rodriguez avec Quentin Tarantino, George Clooney et Salma Hayek car il reprend la trame principale du film.

## Liste des titres
Téléchargement digital
1. Champagne Showers (featuring Natalia Kills) – 4:24
2. Champagne Showers (featuring Natalia Kills) [radio edit] – 3:58

Remixes digital
1. Champagne Showers (featuring Natalia Kills) [Sidney Samson Remix] – 5:34
2. Champagne Showers (featuring Natalia Kills) [Quintino Remix] – 6:00
3. Champagne Showers (featuring Natalia Kills) [EC Twins & Remy Le Duc Remix] – 4:20
4. Champagne Showers (featuring Natalia Kills) [Dimitri Vegas & Like Mike Tomorrowland Remix] – 4:38
5. Champagne Showers (featuring Natalia Kills) [Final DJs Remix] – 4:36

## Classements et certifications
| Classement (2011)                        | Meilleure position |
| ---------------------------------------- | ------------------ |
| Australie (ARIA)                         | 9                  |
| Australie (Dance Chart)[réf. nécessaire] | 2                  |
| Allemagne (Media Control AG)             | 41                 |
| Autriche (Ö3 Austria Top 40)             | 18                 |
| Canada (Hot 100)                         | 53                 |
| Belgique (Flandre Ultratop 50 Singles)   | 23                 |
| Belgique (Wallonie Ultratip 50)          | 32                 |
| Écosse (OCC)                             | 28                 |
| États-Unis (Hot Dance Club Songs)        | 4                  |
| France (SNEP)                            | 12                 |
| Hongrie (Dance Top 40)                   | 34                 |
| Irlande (IRMA)                           | 15                 |
| Nouvelle-Zélande (RMNZ)                  | 8                  |
| Pays-Bas (Single Top 100)                | 81                 |
| Pologne (Dance Top 50)                   | 40                 |
| Slovaquie (IFPI Rádio)                   | 29                 |
| Suisse (Schweizer Hitparade)             | 56                 |
| Royaume-Uni (UK Singles Chart)           | 32                 |
| Royaume-Uni (UK Dance Chart)             | 9                  |

| Pays             | Certification |
| ---------------- | ------------- |
| Australie (ARIA) | 3 × Platine   |
| Canada           | Or            |
| Suisse           | Or            |

## Historique de sortie
| Pays        | Dates           | Label              | Formats                |
| ----------- | --------------- | ------------------ | ---------------------- |
| Australie   | 27 mai 2011     | Interscope Records | Téléchargement digital |
| Royaume-Uni | 27 mai 2011     | Interscope Records | Téléchargement digital |
| Royaume-Uni | 22 juillet 2011 | Interscope Records | Remixes digital        |